# Camellia taliensis
Camellia taliensis là một loài thực vật có hoa trong họ Theaceae. Loài này được (W.W.Sm.) Melch. mô tả khoa học đầu tiên năm 1925.

## Hình ảnh

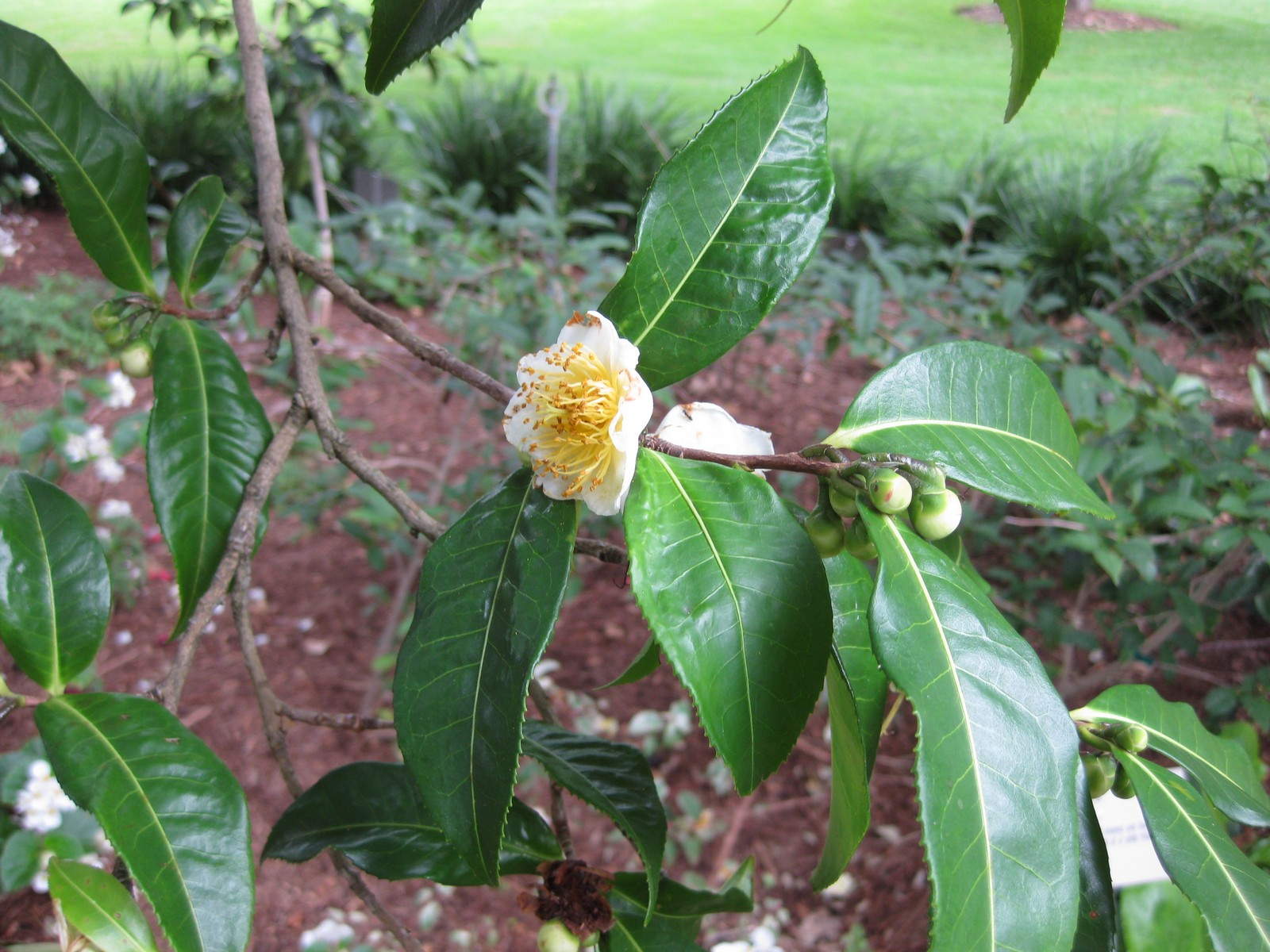
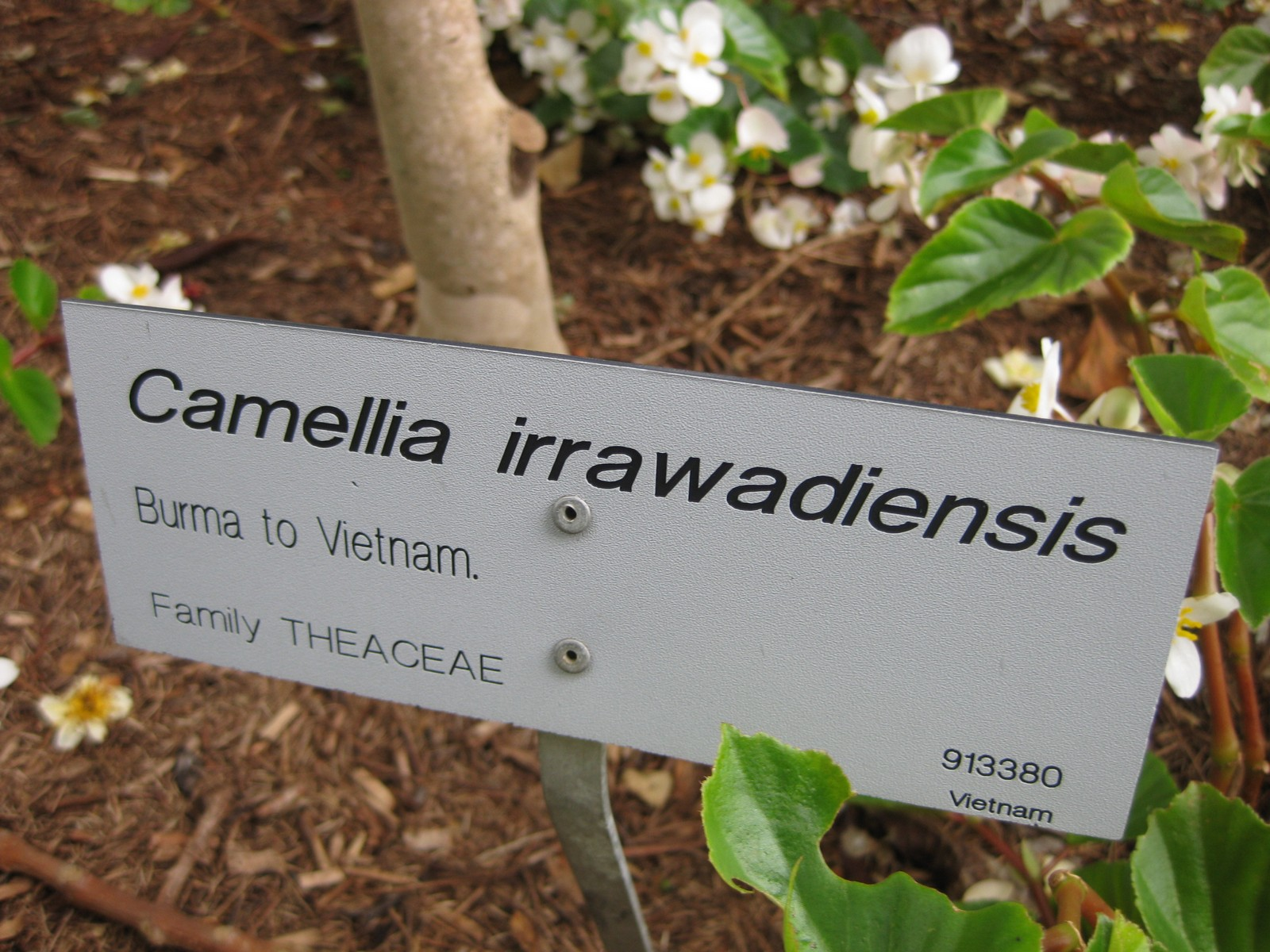